# Rue Saint Honoré a la tarda. Efecte de la pluja
Rue Saint Honoré a la tarda. Efecte de la pluja  és una pintura a l'oli de 1897 de Camille Pissarro que es troba en el Museu Thyssen-Bornemisza de Madrid. Forma part d'una sèrie de quinze obres que l'artista va pintar durant l'hivern de 1897 i 1898 des de la finestra del seu hotel parisenc de la place du Théâtre Français.
La pintura es mostra en el Museu Thyssen-Bornemisza de Madrid des de la seva inauguració el 1992.

## Descripció
El treball es va realitzar cap al final de la seva carrera, quan va abandonar els seus experiments amb el puntillisme i va tornar a un estil impressionista més relaxat. Forma part d'una sèrie d'obres que Pissarro va realitzar entre 1897 i 1898 des d'una finestra del Hôtel du Louvre, mirant cap avall a través de la vora de la place du Théâtre Français (avui la Place André-Malraux) i al llarg de la rue Saint-Honoré.
Pissarro va captar l'escena a primera hora de la tarda. S'aprecia la circulació de diversos cotxes de cavalls pel carrer i que els vianants, de tots els estrats socials, els tracta de manera individual i no en massa. Segueixen caient algunes gotes de pluja, la qual cosa alguns porten els seus paraigües oberts. En una altra de les versions, l'escena es troba il·luminada per la llum forta del sol del matí i en la tercera, la ciutat es veu aombrada per la ténue llum del capvespre. La pintura mesura 81 cm × 65 cm.

## Història
El 1900, el quadre va ser comprat a Pissarro, a través d'una galeria de París, per l'empresari alemany Julius Cassirer que s’havia fet milionari amb una empresa de cablatge per a l'enllumenat elèctric. Va ser heretat pel seu fill Fritz Cassirer i després, el 1926, per l'esposa de Fritz, Lilly.
Lilly es va tornar a casar amb Otto Neubauer, oncòleg i director d’una clínica a Múnic, però el 1939, com a jueva alemanya, es va veure obligada a vendre la pintura a Jakob Scheidwimmer, un funcionari del Reichskammer der bildenden Künste que espoliava obres per als nazis, per un preu d'uns 360 dolars per obtenir un visat de sortida, poc abans de l'esclat de la Segona Guerra Mundial, que els van permetre anar, primer a Anglaterra i després als EUA. Jakob Scheidwimmer va traspassar la obra a un altre marxant, d’origen jueu, Julius Sulzbacher, que va intentar escapar d’Europa per Rotterdam però va ser interceptat per la Gestapo qui va confiscar i la va vendre el 1943 a Berlín per a un comprador anònim.
El 1948 va iniciar una reclamació a Alemanya i, el 1958, un tribunal alemany va atorgar a Lilly Cassirer Neubauer una compensació de 120.000 marcs alemanys. El 1976 va ser comprat pel baró Hans Heinrich von Thyssen-Bornemisza en la Hahn Gallery de Nova York a un col·leccionista nord-americà que ho havia comprat en la Knoedler Gallery de Nova York el 1952. El 1993, el baró ho va vendre amb la resta de la seva col·lecció de 775 obres a l'estat espanyol per 350 milions de dòlars.
El 2005, el net de Lilly, Claude Cassirer, i altres hereus van presentar una reclamació per recuperar la pintura. Al gener de 2011, el govern espanyol va denegar una sol·licitud de l'ambaixador dels Estats Units per retornar la pintura, i el 2015 un tribunal espanyol va dictaminar que la pintura pertanyia al museu.

A l'abril de 2019, el Tribunal de Districte dels Estats Units per al Districte Central de Califòrnia va dictaminar que la pintura pertany a la Fundació Col·lecció Thyssen-Bornemisza, sobre la base que el baró i després el museu no sabien que es tractava d'art saquejat quan ho van comprar. Si bé aquesta decisió va ser confirmada per la Cort d'Apel·lacions del Novè Circuit dels Estats Units el 2020, al setembre de 2021, la Cort Suprema dels Estats Units va acceptar el certiorari per revisar la decisió.

1898 pintura de la mateixa escena al sol: La rue Saint-Honoré a la tarda: efecte del sol, Nelson-Atkins Museum of Art
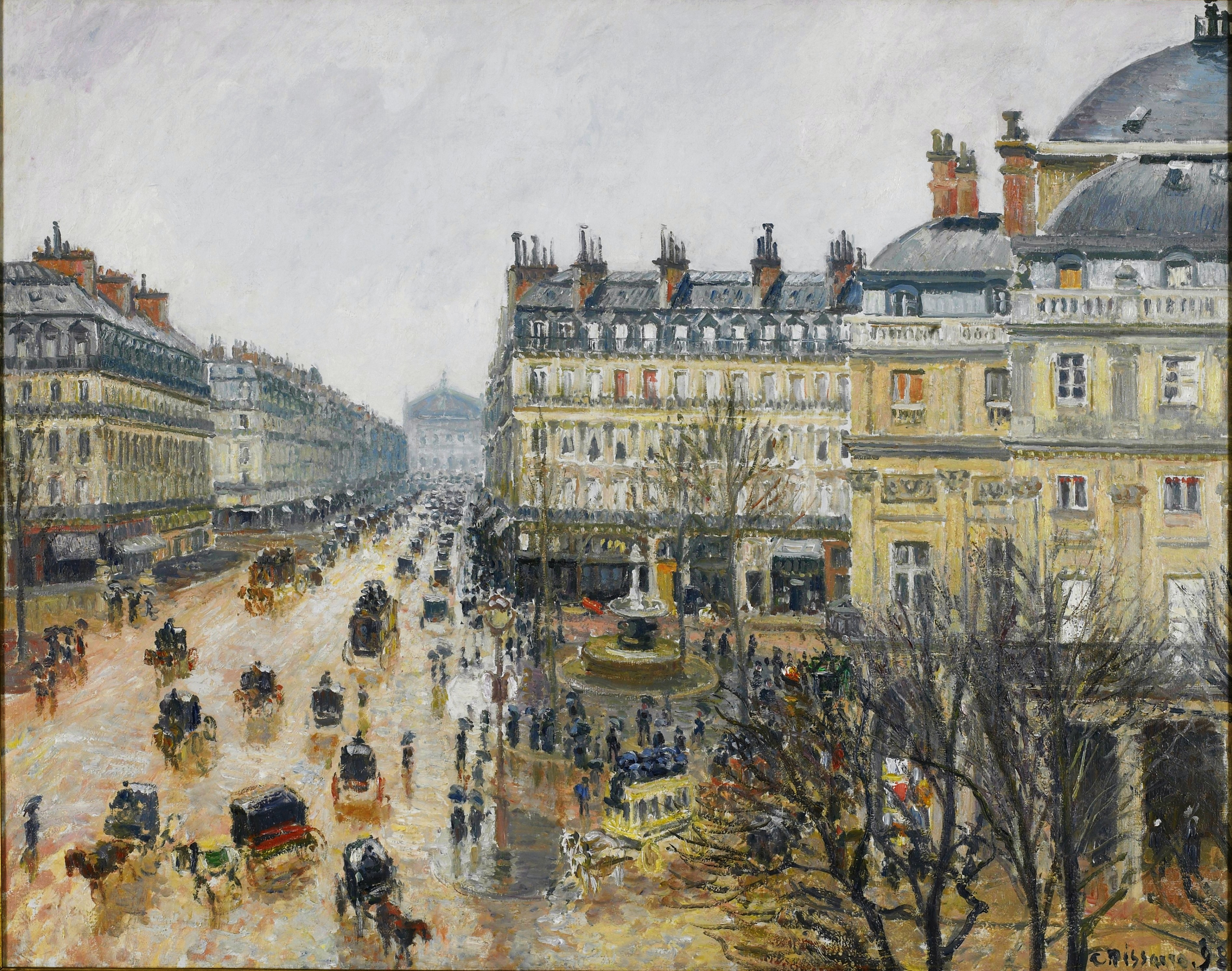
Vista adjacent, Place du Théâtre Français: effet de pluie, 1898, Minneapolis Institute of Art